# 伊犁河

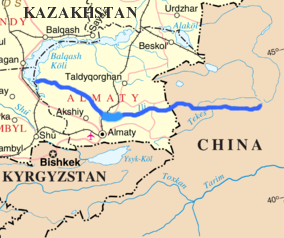
伊犁河位置圖

伊犁河是中国水量最大的内陆河，也是新疆水量最丰富的河流。
伊犁河主源特克斯河发源于汗腾格里峰北侧，由西向东流，在东经82°左右折向北流，穿过喀德明山脉，和巩乃斯河汇合，又折向西流，在伊宁市和喀什河汇合，穿越国境进入哈萨克斯坦，最终进入巴尔喀什湖。
伊犁河上游穿越一系列山地和谷地，这个区域年降水量达到700毫米，春季还有高山融雪水进入，因此水量丰富，年逕流量为118亿立方米。过了伊宁后，进入河谷平原，河床变宽，多沙洲岛屿，水流分叉。
伊犁河流域气温比新疆其他地区高，干流封冻只有60天左右，由于上游主要是岩石高山，因此含沙量也少，年平均为0.2-0.5千克/立方米。
伊犁河流域因为雨水丰沛，农业几乎不需要灌溉。下游在5-10月间可通航吃水量为200吨左右的船只。